# 美丽见习生
《美丽见习生》（英語：Beautiful Trainee），2018年中国偶像剧。由马春瑞、李柏谊、莫小奇领衔主演，优酷视频于2018年10月15日首播。

## 播出时间
| 频道     | 所在地 | 播出日期       | 播出时间 | 备注 |
| -------- | ------ | -------------- | -------- | ---- |
| 优酷视频 | 中国   | 2018年10月15日 |          |      |

## 演员列表

### 主要演员
| 演員   | 角色           | 介紹 | 配音   |
| 马春瑞 | 金美丽/ (莉莉) | 小吃店服務生/模特兒/保潔員 因送餐誤入時尚界擔任素人模特兒。因受楚楚陷害無法入場看"走秀"，但又在無意中幫助雯雯重回伸展台，完成秀場任務，也讓自己了解不管再怎麼辛苦，也不能輕易放棄夢想。為了讓大寶奮力向上，委小宇幫大寶尋找更恰當的廚師職位，但大寶不願逐於“牛後”，自請離職，再回原職作“鷄首”。由於庄貝蒂的加入，次次打壓美麗，兼為了與小宇避嫌，自請調離原單位，降為服務兼保潔員 |        |
| 李柏谊 | 刘泽宇         | 富二代/時尚總監/總經理 在接觸美麗後，原認為自己不會對其有意，但日久...，為了讓美麗有更寬廣的未來，決意與父親妥協，正式回歸接任總經理 |        |
| 莫小奇 | 琳达           | 時尚總編 因客戶的異想，特培養美麗為新一代模特兒，為滿足客戶的冀望，不惜成本的大力栽培美麗。自庄貝蒂加入公司後，處處打壓，並借楚楚串通十八線男模設計陷害琳達 | 阎萌萌 |

### 其他演员
| 演員            | 角色   | 介紹 | 配音   |
| 罗鹏            | 秦大宝 | 快餐城大廚 與美麗一起打拼，為幫美麗繳付賠款而努力，但在美麗追求更卓越的生活，受不了美麗的建言，慢慢與美麗開始產生裂隙。為不讓美麗遠離自己，設計陷害美麗，欲讓其首次走秀失敗，最終因受美麗的情意感觸，再次反悔自己的罪行 |        |
| 骆达华 （香港） | 陈有德 | 時尚雜誌廣告客戶 因一句戲言，促美麗進入時尚界 | 陆揆   |
| 陈启泰 （香港） | 马枫   | |        |
| 简莉纹          | 宋楚楚 | 時尚雜誌企劃 因美麗事件遭扣工資。再因嫉妒美麗的好運，暗自作弄美麗，後為美麗案子企劃。在時尚網紅庄貝蒂加入時尚團隊後，即倒戈相向，在琳達醜聞案中出大力，在案後，被迫自請離職                                             |        |
| 潘银如          | 刘进   | | 张闻天 |
| 张皓承          | 孙俊峰 | 孫總/琳達前夫 在琳達醜聞案中，協助琳達脫離危機 | 孟宇   |
| 龚慈恩          | 葉靜怡 | | 徐晓青 |

## 电视原声带
| 曲序 | 曲目                     | 演唱   |
| ---- | ------------------------ | ------ |
| 1.   | 我要的精彩（片头曲）     | 印子月 |
| 2.   | 如果没有遇见你（片尾曲） | 曲肖冰 |
| 3.   | 左右（主题曲）           | 一修   |
| 4.   | 我会想你（插曲）         | 陈德隆 |
| 5.   | 越（插曲）               | 李佑晨 |
| 6.   | 你讲的我会（插曲）       | 阿悄   |
| 7.   | 不确定（插曲）           | 童可可 |